# Guerre dei diadochi
Le guerre dei diadochi, o "guerre dei successori di Alessandro", (in greco antico: Πόλεμος τῶν Διαδόχων?, Pólemos tôn Diadóchon) furono una serie di conflitti combattuti tra i generali di Alessandro Magno dopo la sua morte per il dominio del suo vasto impero. Esse ebbero luogo tra il 322 ed il 281 a.C.

## Antefatto
Quando Alessandro Magno morì (11 giugno 323 a.C.) a Babilonia, lasciò dietro di sé un enorme impero che si estendeva dalla sua terra natale ad ovest, la Macedonia, insieme alle città-stato greche che il padre Filippo II aveva sottomesso, fino alla Battria e ai remoti confini dell'India ad est. Includeva l'Anatolia, il Levante, l'Egitto, Babilonia e la Persia. Questo immenso impero era composto da diverse Satrapie, secondo la divisione del precedente Impero Achemenide.
Tuttavia, un impero così grande non possedeva nessun successore designato, poiché i rimanenti della dinastia argeade, quella di Alessandro, erano: il mentalmente instabile fratellastro Filippo Arrideo, il figlio illegittimo Eracle, la madre Olimpiade e la sorella Cleopatra. Questo vuoto di potere portò quasi immediatamente alla disputa, fra i suoi generali, su chi dovesse essere il suo successore. Meleagro e la fanteria sostenevano la candidatura di Filippo Arrideo, mentre Perdicca, che aveva ricevuto in punto di morte l'anello da Alessandro e anche il principale comandante della cavalleria, appoggiava l'idea di attendere la nascita del figlio di Alessandro che doveva ancora nascere da Rossane. Alla fine fu stabilito un compromesso: Filippo III Arrideo sarebbe dovuto diventare re e avrebbe dovuto governare congiuntamente con il figlio di Rossane, presumendo che fosse un maschio (come fu, diventando Alessandro IV). Perdicca stesso sarebbe divenuto reggente dell'intero impero e Meleagro il suo luogotenente. Presto, tuttavia, Perdicca fece assassinare Meleagro e gli altri capi della fanteria, assumendo il pieno controllo.
Gli altri generali di cavalleria che avevano sostenuto Perdicca furono ricompensati nella spartizione di Babilonia diventando satrapi delle varie parti dell'impero. Tolomeo ricevette l'Egitto; Laomedonte ricevette la Siria e la Fenicia; Peitone prese la Media; Antigono ricevette la Frigia, la Licia e la Panfilia; Asandro ricevette la Caria; Menandro ebbe la Lidia; Lisimaco ricevette la Tracia; Leonnato ebbe la Frigia ellespontica e Neottolemo prese l'Armenia. La Macedonia ed il resto della Grecia dovevano essere sotto il governo congiunto di Antipatro, che le aveva governate per conto di Alessandro, e di Cratero, il più capace luogotenente di Alessandro, mentre il vecchio segretario di Alessandro, Eumene di Cardia, doveva ricevere la Cappadocia e la Paflagonia.

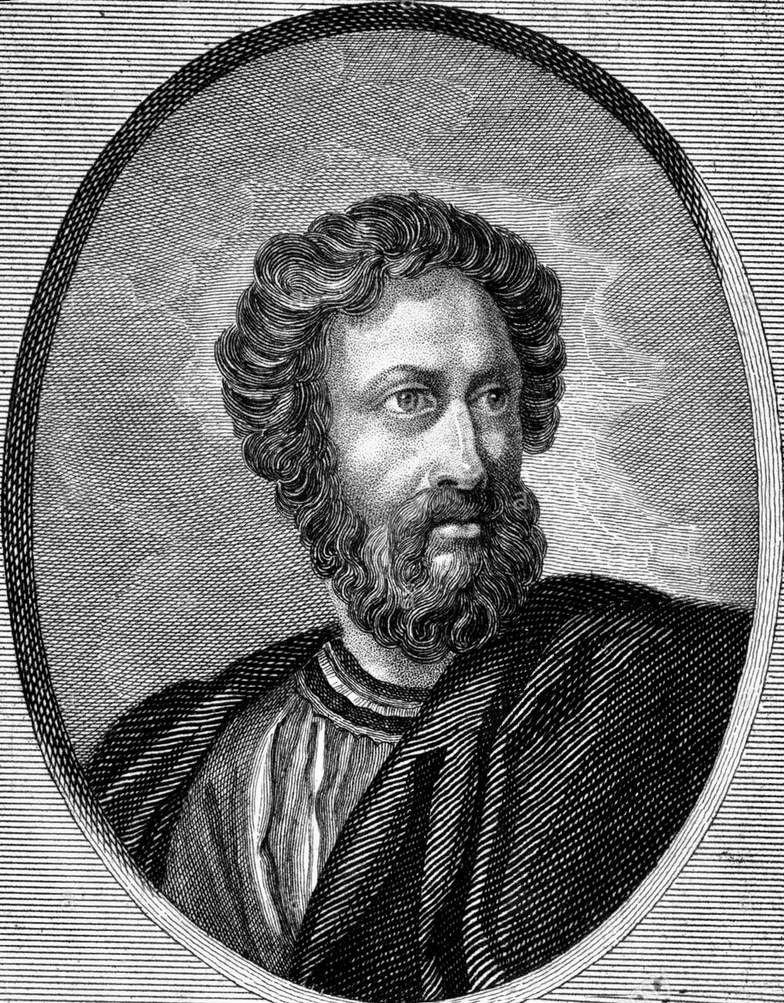
Il generale macedone Perdicca (365-321 a.C.), incisione del XVIII secolo

Ad est, Perdicca lasciò in gran parte intatte le disposizioni di Alessandro, per cui Tassile e Poro dominarono sui loro regni in India; il suocero di Alessandro Ossiarte dominò la Gandara; Sibirzio dominò l'Arachosia e la Gedrosia; Stasanore dominò l'Aria e la Drangiana; Filippo dominò la Battria e la Sogdiana; Frataferne dominò la Partia e l'Ircania; Peucesta governò Fars; Tlepolemo ebbe la responsabilità della Carmania; Atropate governò sulla Media settentrionale; Arcone ottenne la Babilonia; ed Arcesila dominò la Mesopotamia settentrionale.

## Guerra lamiaca
La notizia della morte di Alessandro aveva ispirato una rivolta in Grecia, nota come la guerra lamiaca. Atene ed altre città si unirono insieme, assediando da ultimo Antipatro nella fortezza di Lamia. Antipatro fu soccorso da una forza inviata da Leonnato, che fu ucciso in azione, ma la guerra non terminò fino all'arrivo di Cratero con una flotta che sconfisse gli Ateniesi nella battaglia di Crannone il 5 settembre 322 a.C. Per un periodo, questo mise fine alla resistenza greca alla dominazione macedone. Nel frattempo, Peitone represse una rivolta dei coloni greci nelle parti orientali dell'impero, mentre Perdicca ed Eumene sottomisero la Cappadocia.

## Prima guerra dei diadochi (322-320 a.C.)

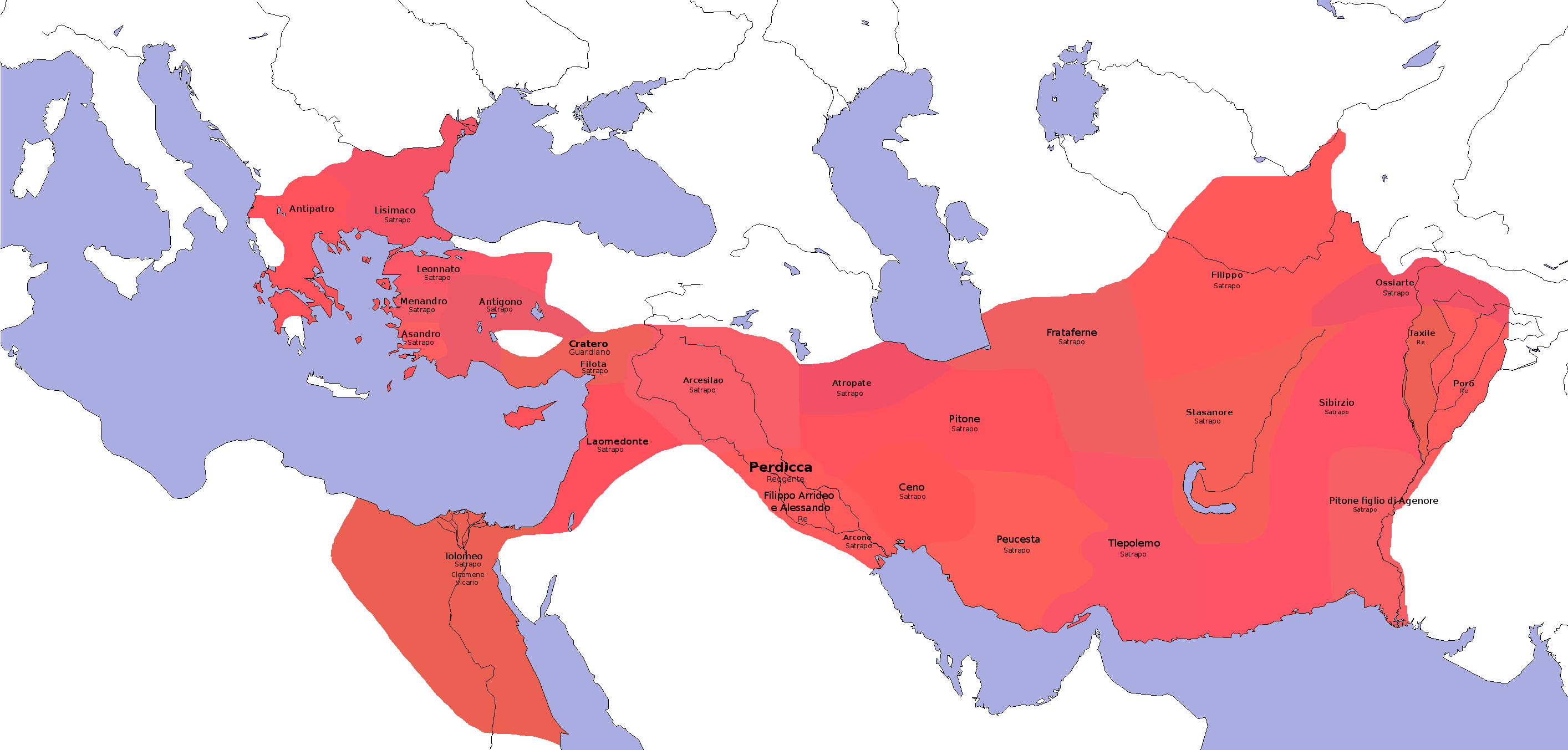
La distribuzione delle satrapie dell'impero macedone dopo l'insediamento a Babilonia (323 a.C.)

Per rafforzare la sua posizione politica, Perdicca aveva già sposato la figlia di Antipatro, Nicea, ma poco dopo seppe che la sorella di Alessandro, Cleopatra, desiderava sposarsi. Perdicca, sapendo che un matrimonio con un membro della dinastia argeade avrebbe dato la giusta rivendicazione al trono, scrisse una lettera a Cleopatra dicendo di volerla sposare il prima possibile. Questo piano fu però scoperto da Antigono, il quale andò subito ad informare Antipatro. I due, insieme a Cratero, si prepararono per la guerra, trovando anche aiuto nel governatore d'Egitto, Tolomeo.
L'effettivo scoppio della guerra fu innescato dal furto e dal trasferimento in Egitto, da parte di Tolomeo, del corpo di Alessandro Magno, il quale doveva essere riportato in Macedonia per riposare con gli altri membri defunti della dinastia. Benché Eumene sconfisse Cratero nella battaglia dell'Ellesponto, la spedizione di Perdicca in Egitto fu disastrosa e fu ucciso dai suoi stessi generali Seleuco, Peitone ed Antigene.

Tolomeo scese a patti con gli assassini di Perdicca, nominando Peitone ed Arrideo reggenti al suo posto, ma presto questi giunsero ad un nuovo accordo con Antipatro con il Trattato di Triparadiso. 

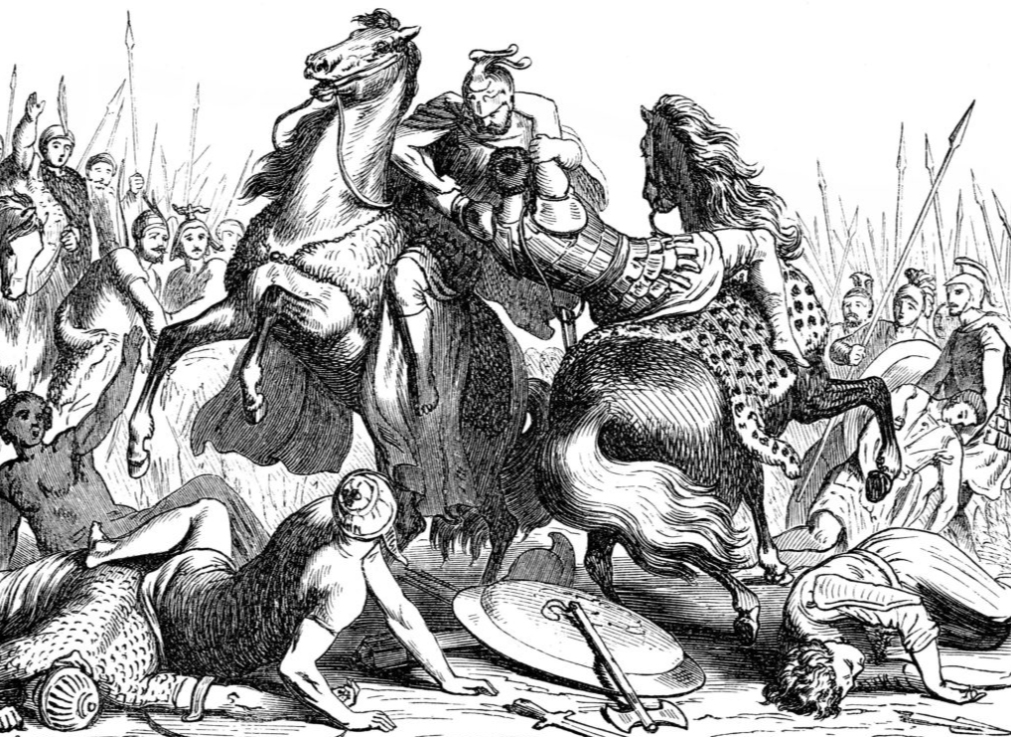
Eumene di Cardia durante la battaglia dell'Ellesponto (321 a.C.), incisione del 1878

Antipatro fu nominato reggente dell'impero mentre la famiglia reale fu spostata in Macedonia. Antigono rimase in carica per la Frigia, la Licia e la Panfilia, alla quale fu aggiunta la Licaonia. Tolomeo conservò l'Egitto, Lisimaco conservò la Tracia, mentre ai tre assassini di Perdicca: Seleuco, Peitone ed Antigene furono date rispettivamente le province di Babilonia, Media e Susiana. Arrideo, l'ex reggente, ricevette la Frigia ellespontica. In effetti, Antipatro conservò per sé stesso il controllo dell'Europa, mentre Antigono, come capo del più grande esercito ad est dell'Ellesponto, mantenne una posizione simile in Asia. Ad Antigono inoltre fu affidato il compito di sradicare la minaccia di Eumene, che non aveva ancora abbandonato la causa di Perdicca.
Nel 319 a.C. Antigono, dopo aver ricevuto i rinforzi da Antipatro, inseguì Eumene fino in Asia Minore ed ottenne una vittoria nella battaglia di Orkynia. Dopo aver sconfitto anche i rimanenti ribelli, tra i quali il fratello di Perdicca, Alceta, Antigono venne a conoscenza della morte di Antipatro ed essendo oramai lui a decidere il fato di Eumene lo reintegrò a governatore della Cappadocia e suo secondo in comando.

## Seconda guerra dei Diadochi (319-315 a.C.)
Ben presto, tuttavia, la guerra scoppiò di nuovo, in seguito alla morte dell'ormai ottantenne Antipatro nel 319 a.C. Mettendo da parte il proprio figlio Cassandro, Antipatro aveva dichiarato Poliperconte suo successore come reggente. Una guerra civile scoppiò presto in Macedonia e in Grecia tra Poliperconte e Cassandro, quest'ultimo però aveva ottenuto il sostegno di Antigono e Tolomeo. Poliperconte, non potendo sfidare da solo i più grandi generali del tempo, chiese aiuto ad Eumene offrendo il prestigioso titolo di generale supremo in Asia, l'accesso al tesoro reale in Cilicia e il comando degli Argiraspidi (o Scudi d'Argento), la fanteria veterana di Alessandro e anche i guardiani del tesoro. Eumene accettò a discapito dell'ormai furioso Antigono. Poliperconte però fu cacciato dalla Macedonia da Cassandro, e fuggì in Epiro con il re infante Alessandro IV e sua madre Rossane. In Epiro unì le forze con Olimpiade, la madre di Alessandro, ed insieme invasero di nuovo la Macedonia. Furono fronteggiati da un esercito comandato da re Filippo Arrideo e da sua moglie Euridice, esercito che immediatamente disertò, lasciando il re ed Euridice alla non tanto grande clemenza di Olimpiade, che infatti li fece uccidere (317 a.C.). Subito dopo, però, il vento cambiò, e Cassandro ottenne la vittoria, catturando e uccidendo Olimpiade, e ottenendo il controllo della Macedonia, gran parte della Grecia, del re neonato e di sua madre Rossane.
Nel mentre Antigono aveva radunato una flotta (sotto il comando di Nicanore) contro quella di Poliperconte, che venne sconfitta vicino Bisanzio, potendo così marciare contro Eumene con un grande esercito. Quest'ultimo si precipitò ad est per ottenere l'appoggio dei satrapi orientali, cosa che accadde quando arrivò in Susiana, raddoppiando così il numero del suo esercito. I due si scontrarono nella battaglia di Paraitacene nel 317 a.C. che si concluse con una vittoria tattica di Eumene ma tuttavia inconcludente. Nel 316 a.C. si riscontrarono ancora una volta a Gabiene, durante la quale alcune delle truppe di Antigono saccheggiarono il campo nemico. Non volendo perdere tutto ciò che era loro caro, gli Argiraspidi arrestarono e consegnarono Eumene ad Antigono che fece poi giustiziare. Antigono ora aveva controllo incontrastato dei territori asiatici dell'impero.

## Terza guerra dei Diadochi (314-311 a.C.)
Grazie agli eventi precedenti, Antigono maturò dei comportamenti dispotici; fece uccidere Antigene ed il suo stesso alleato Peitone, accusato di pianificare una rivolta, inoltre destituì ed imprigionò il satrapo della Persia, Peucesta. Ritornato a Babilonia, ebbe un pesante conflitto con il governatore della città, Seleuco, il quale aveva sempre aiutato Antigono amichevolmente. Seleuco però, avendo paura ad una simile fine come quella di Peitone, fuggì in Egitto da Tolomeo.
Quella di Antigono era un'autorità troppo potente perché gli altri diadochi potessero tollerarla, per questo nel 314 a.C. Lisimaco e Asandro chiesero che venissero riconosciute ed ampliate i propri possedimenti in, rispettivamente, Tracia e Caria, chiesero inoltre di reintegrare Seleuco e Peucesta, ma Antigono rispose loro solo di prepararsi allo scontro imminente. Antigono affrontò dunque Tolomeo (con Seleuco al suo servizio), Lisimaco e Cassandro, egli infatti dopo aver vinto la guerra civile in Macedonia, si alleò con la coalizione. La prima fase della guerra fu favorevole ad Antigono, che invase la Siria, sotto il controllo di Tolomeo, e assediò Tiro fino all'estate del 314 a.C.; dopodiché si alleò con Poliperconte, che ancora controllava il Peloponneso, e proclamò la libertà di tutti i Greci per attirarli dalla sua parte. Fece inoltre costruire una potente flotta per contrastare il monopolio marittimo di Tolomeo, ottenendo la supremazia nell'Egeo, e mandò suo nipote Tolomeo per combattere le forze di Asandro, riuscendo ad incastrarlo nella sola Caria. Antigono stesso volle dirigersi in Asia Minore, lasciando a suo figlio Demetrio il compito di difendere il Levante. Ma sebbene Cassandro fosse tentato di concludere la pace con Antigono, in Asia la guerra si volse contro il generale con un occhio solo. Tolomeo, infatti, invase la Siria e sconfisse Demetrio nella battaglia di Gaza nel 312 a.C. Con questa vittoria, Tolomeo si riassicurò tutto il Levante fino a Tiro, mentre Seleuco il controllo di Babilonia, e delle provincie orientali dell'impero di Alessandro. Antigono dopo aver sconfitto definitivamente Asandro e scacciato, ancora una volta, Tolomeo dalla Siria, non poteva sopportare l'idea di perdere le provincie orientali a causa di Seleuco, perciò fu raggiunta la pace con Tolomeo, Lisimaco e Cassandro, ma continuò la guerra con Seleuco ad est.
Più o meno nello stesso periodo, Cassandro fece assassinare il giovane re Alessandro IV e sua madre Rossane, ponendo fine alla dinastia argeade che governava la Macedonia da parecchi secoli. Per il momento, tutti i vari generali continuarono a riconoscere il defunto Alessandro come re, poiché Cassandro non annunciò pubblicamente le loro morti, ma sembrava chiaro che, ad un certo punto, uno o l'altro di loro avrebbe reclamato il titolo di re.
Alla fine della guerra i Diadochi rimasti erano cinque: Cassandro in Macedonia e Tessaglia, Lisimaco in Tracia, Antigono al governo dell'Asia Minore, della Siria e della Fenicia, Seleuco al governo delle province orientali e Tolomeo in Egitto e Cipro. 

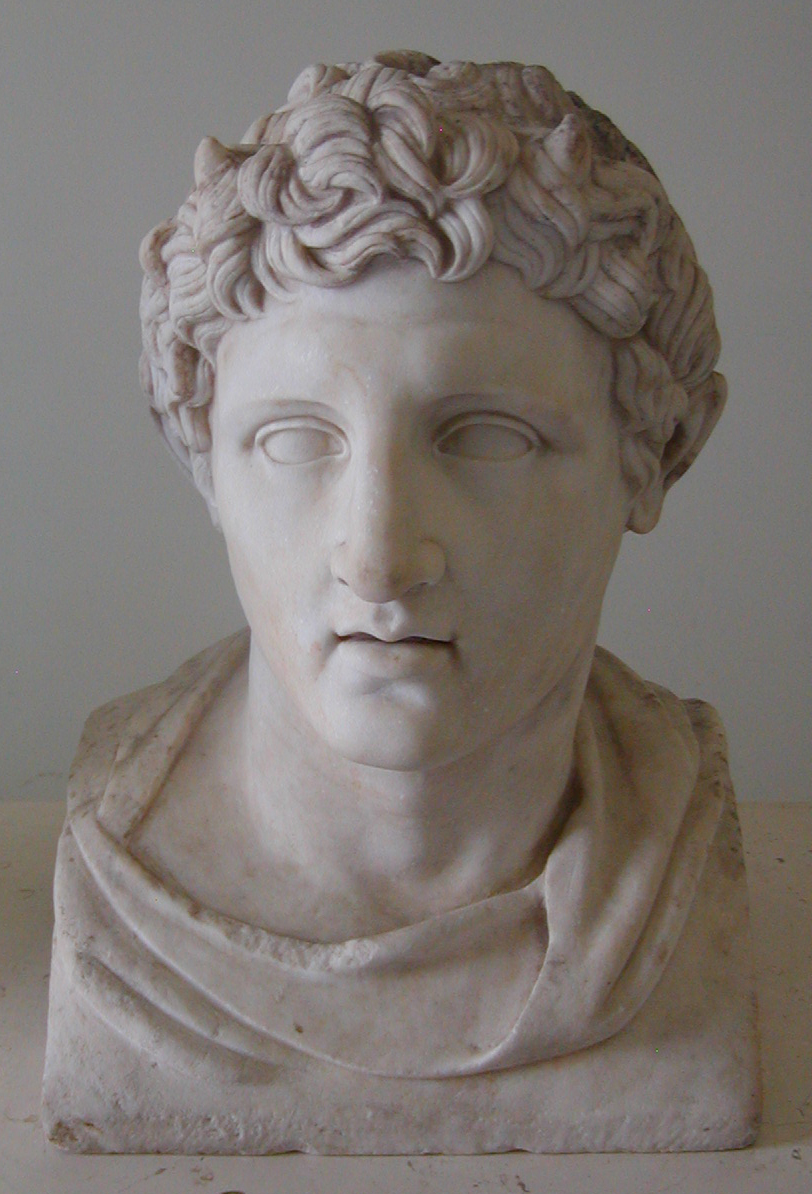
Busto di Demetrio Poliorcete, copia romana in marmo del I secolo d.C.

## Guerra Babilonese (311-309 a.C.)
Assicurandosi la pace, Antigono ordinò al figlio Demetrio di marciare immediatamente su Babilonia, già occupata da Seleuco nel 311 a.C. così da non perdere le provincie orientali. Sebbene la città fu conquistata, una cittadella rimase leale a Seleuco, tanto da far intervenire Antigono personalmente. Fu però Seleuco ad avere la meglio e con il trattato di pace stabilito (309 a.C.), prese possesso di tutte le provincie ad est di Babilonia, distruggendo per sempre il sogno di riunire l'impero di Alessandro Magno.

## Quarta guerra dei Diadochi (308-301 a.C.)
Tuttavia la breve pace ebbe fine quando Antigono seppe che Tolomeo aveva continuato ad espandere il suo potere nell'Egeo, in Cilicia e Cipro, mentre Seleuco iniziò a consolidare i vasti territori orientali dell'impero di Alessandro. Antigono non rimase inattivo e riprese la guerra, mandando suo figlio Demetrio a riconquistare la Cilicia e ottenere il controllo della Grecia. Nel 307 a.C. prese Atene, espellendo Demetrio Falereo, il governatore di Cassandro, e proclamando la città di nuovo libera. Antigono però desiderava prendere possesso di Cipro, a discapito di Tolomeo. Se ne occupò Demetrio, sconfiggendo la flotta di Tolomeo nella battaglia di Salamina e conquistando l'isola. Sapendo di non avere pari in occidente Antigono si proclamò re, assieme al suo successore, e leale figlio, Demetrio. Poco dopo, simili proclamazioni vennero fatte dai rivali, Tolomeo, Seleuco, Lisimaco ed infine Cassandro.

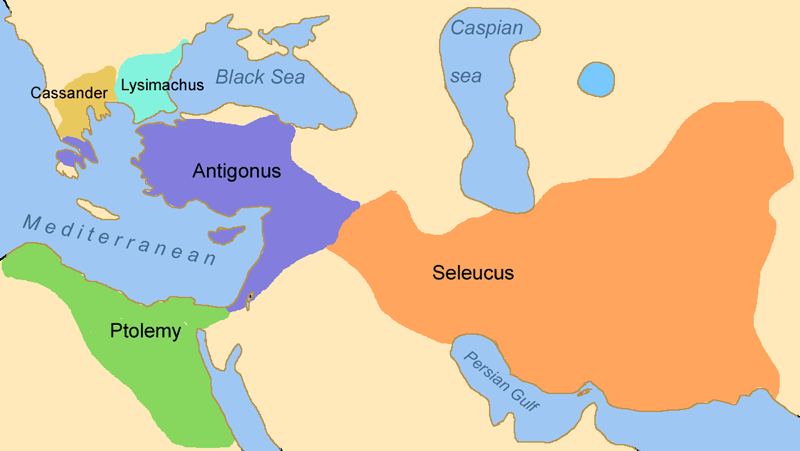
Regni dei diadochi nel 303 a.C

     Regno di Tolomeo I
     Regno di Cassandro
     Regno di Lisimaco
     Regno di Seleuco I
     Epiro
     Cartagine
     Repubblica romana
     Colonie greche

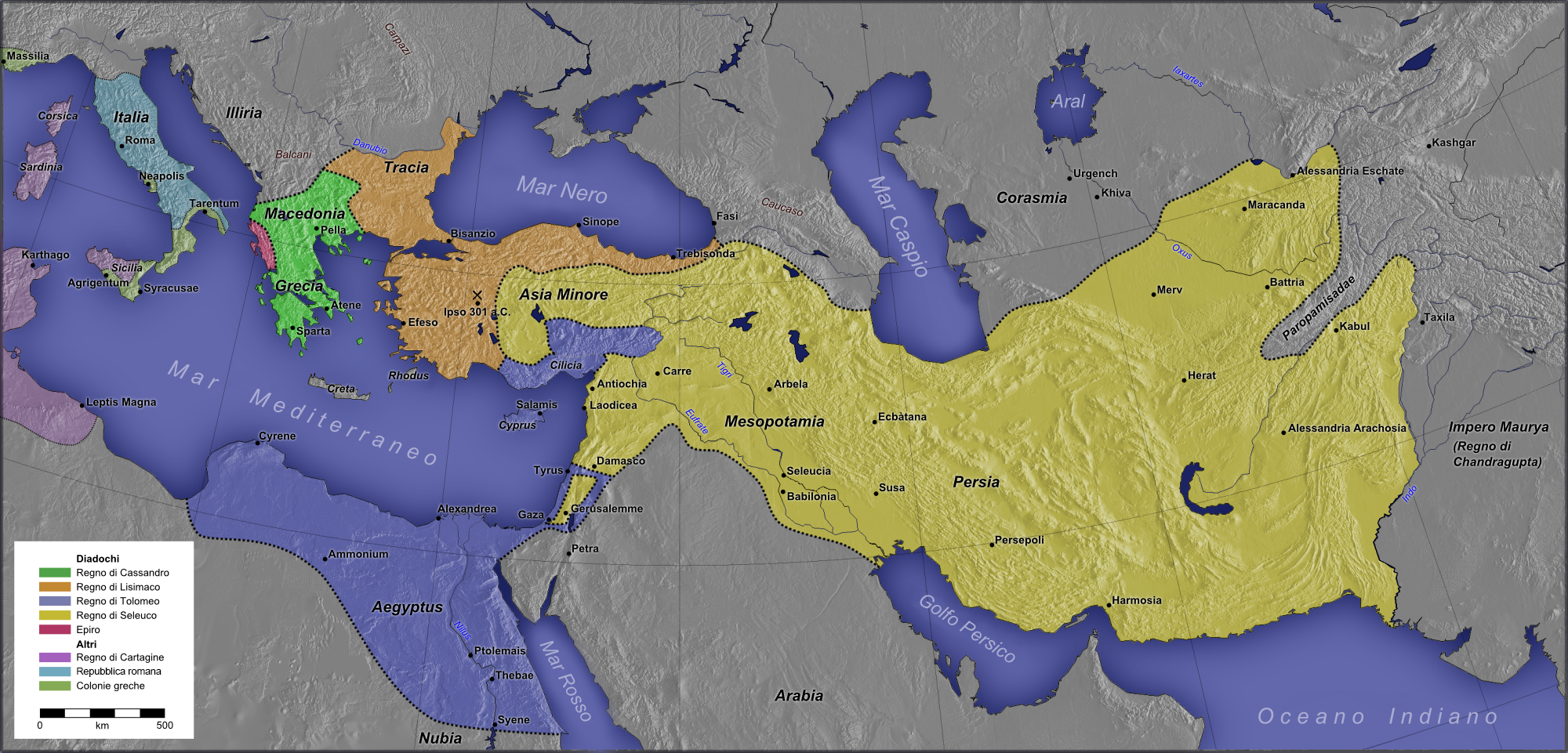
Regni dei diadochi dopo la battaglia di Ipso, c. 301 a.C.
Regno di Tolomeo I
Regno di Cassandro
Regno di Lisimaco
Regno di Seleuco I
Epiro
Altri
Cartagine
Repubblica romana
Colonie greche

Nel 306 a.C., Antigono tentò di invadere l'Egitto con un esercito di quasi 90000 anime, ma le tempeste impedirono alla flotta di Demetrio di rifornirlo, e fu costretto a ritornare a casa. Ben presto però, con Cassandro e Tolomeo entrambi indeboliti e Seleuco ancora impegnato in oriente, Antigono e Demetrio rivolsero la loro attenzione verso Rodi che, pur proclamandosi neutrale, aveva sempre avuto buoni rapporti con Tolomeo e non aveva voluto aiutare la causa di Antigono. L'isola fu assediata dalle forze di Demetrio nel 305 a.C. (Assedio di Rodi), ma fu rafforzata dalle truppe di Tolomeo, Lisimaco e Cassandro. Infine, i Rodioti raggiunsero un compromesso con Demetrio, essi avrebbero sostenuto Antigono e Demetrio contro tutti i nemici, salvo il loro grande alleato Tolomeo che prese il titolo di Soter ("Salvatore"), per il suo ruolo nell'impedire la caduta di Rodi. Demetrio, adesso libero di agire, ritornò in Grecia dove sconfisse Cassandro e formando la nuova Lega Ellenica, proclamandosi generale di tutti i greci. Con questa dichiarazione, simile a quella di Filippo II ed Alessandro, Demetrio rimosse tutti i possedimenti di Cassandro e Tolomeo nel Peloponneso e in Tessaglia.
Di fronte a queste catastrofi, Cassandro invocò la pace, ma Antigono respinse le richieste. Fu allora costretto a chiedere aiuto ai suoi alleati: Tolomeo e Lisimaco accettarono subito, mentre Seleuco, che tornava da una pesante sconfitta in India, incominciò la lunga marcia per unire le forze con gli altri. Demetrio lasciò la Tessaglia per assistere suo padre in Asia Minore dove, con l'assistenza di Cassandro, Lisimaco aveva invaso gran parte dell'Anatolia occidentale, che però fu ripresa con l'arrivo di Demetrio. Passato l'inverno, giunse l'intervento decisivo di Seleuco, che arrivò in tempo per salvare Lisimaco dal disastro e schiacciare completamente Antigono nella battaglia di Ipso. Antigono fu ucciso in combattimento, mentre Demetrio fuggì di nuovo in Grecia per tentare di preservare quanto rimaneva là del suo dominio. I vincitori si spartirono i territori del defunto Antigono, con Lisimaco prendersi l'Anatolia nord-occidentale, Tolomeo la Palestina, Cassandro la maggior parte della Grecia, suo fratello Pleistarco la Cilicia e Seleuco tutti vasti territori rimanenti.

## La lotta per la Macedonia (298-285 a.C.)
Gli eventi del successivo decennio e mezzo furono caratterizzati da vari intrighi per il controllo della stessa Macedonia. Cassandro morì nel 298 a.C., ed i suoi figli, Antipatro e Alessandro, si rivelarono degli inetti. Dopo aver litigato con suo fratello maggiore, Alessandro V chiese l'aiuto di Demetrio, che aveva conservato il controllo di Cipro, del Peloponneso e molte delle isole egee, strappando ulteriormente il controllo della Cilicia e della Licia al fratello di Cassandro, anche grazie all'aiuto di Pirro, il re dell'Epiro. Dopo che Pirro intervenne per impadronirsi della regione al confine con l'Ambracia, Demetrio invase e prese il controllo della Macedonia per sé stesso (294 a.C.), uccidendo Alessandro. Mentre gli affari andavano bene nella Grecia continentale, i suoi territori esterni furono invasi e conquistati da Lisimaco (che si riprese l'Anatolia occidentale), Seleuco (che prese la maggior parte della Cilicia) e Tolomeo (che si riprese Cipro, la Cilicia orientale e la Licia).

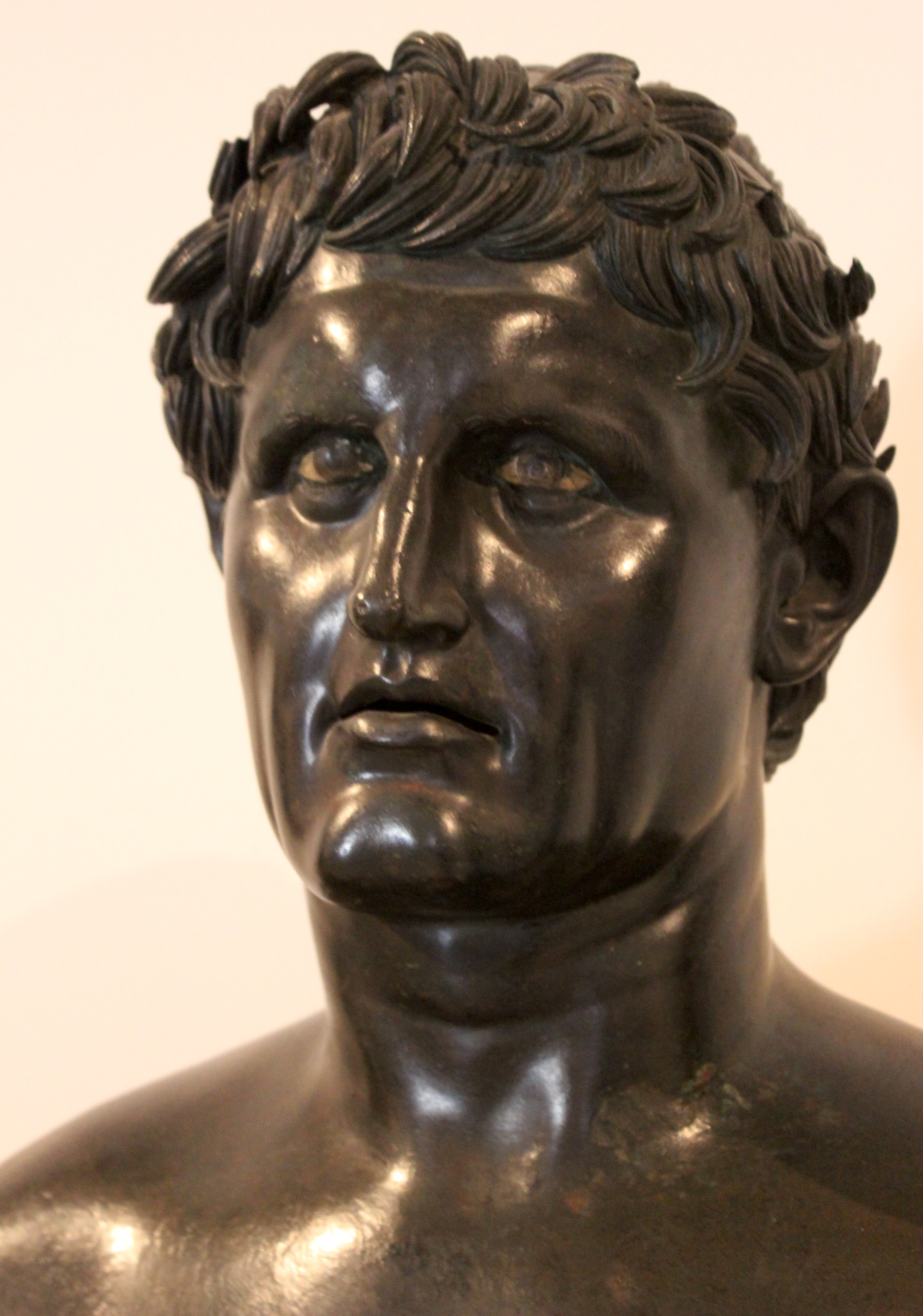
Busto di Seleuco I Nicatore, Museo archeologico nazionale, Napoli

Tuttavia, ben presto, Demetrio fu costretto ad abbandonare la Macedonia da una ribellione sostenuta dall'alleanza di Lisimaco e Pirro, che si divisero il regno tra di loro, lasciando la Grecia al controllo di suo figlio, Antigono Gonata. Demetrio lanciò un'invasione in Asia nel 287 a.C. contro Seleuco, ma malgrado il successo iniziale, fu infine costretto alla fuga dopo un fallito assalto alle posizioni di Seleuco e alla defezione del suo esercito. Seleuco ottenne la resa del Poliorcete nell'inverno del 286/285 a.C. Due anni dopo, Demetrio si spense dopo una breve prigionia.

## La lotta di Lisimaco e Seleuco (285-281 a.C.)
Nonostante Lisimaco e Pirro avessero cooperato nel cacciare Antigono Gonata dalla Tessaglia e da Atene, sulla scia della cattura di Demetrio essi ruppero presto i rapporti, con Lisimaco che cacciò Pirro dalla sua porzione di Macedonia.
Le lotte dinastiche lacerarono anche l'Egitto, dove Tolomeo decise di nominare suo erede il figlio minore Tolomeo Filadelfo piuttosto che il maggiore, Tolomeo Cerauno, che fuggì prima da Lisimaco e poi da Seleuco. Tolomeo I morì pacificamente nel suo letto nel 282 a.C. e Filadelfo gli successe.
Presto Lisimaco compì l'errore fatale di far assassinare, su indicazione della sua seconda moglie Arsinoe, suo figlio Agatocle nel 282 a.C. La vedova di Agatocle, Lisandra, fuggì da Seleuco, che ora dichiarò guerra a Lisimaco. Seleuco, dopo aver nominato suo figlio Antioco sovrano dei territori asiatici, sconfisse ed uccise Lisimaco nella battaglia di Corupedio, in Lidia, nel 281 a.C. Anche Seleuco però non visse a lungo per godere del suo trionfo, egli infatti fu assassinato quasi immediatamente da Tolomeo Cerauno, per ragioni che rimangono ancora oggi oscure, prendendo controllo della Macedonia. La morte di Seleuco pone fine alla generazione dei grandi generali che avevano combattuto con Alessandro Magno, lasciando inevitabilmente il posto ai propri figli (epigoni), anche se l'ordine non era ancora stato raggiunto.

## Le invasioni galliche e il consolidamento (280-275 a.C.)
Anche Tolomeo Cerauno non poteva godersi a lungo il dominio sulla Macedonia. La morte di Lisimaco aveva lasciato il confine sul Danubio del regno macedone aperto alle invasioni barbare. Presto ne approfittarono tribù di Galli che imperversarono la Macedonia e la Grecia, invadendo l'Asia Minore (spedizioni celtiche nei Balcani). Tolomeo Cerauno fu catturato e decapitato dagli invasori, lasciando il regno nell'anarchia. Ma fu nientemeno che Antigono Gonata ad emergere come sovrano della Macedonia. In Asia, anche il figlio di Seleuco, Antioco I, riuscì a sconfiggere gli invasori celtici, stabilendosi nella Frigia orientale, che prese da loro il nome di Galazia.
Ora, finalmente, quasi cinquant'anni dopo la morte di Alessandro, fu restaurato una qualche sorta di ordine. La Dinastia tolemaica governava sull'Egitto, sulla Siria meridionale (nota come Celesiria) e su vari territori nella costa meridionale dell'Asia Minore; la dinastia seleucide governava i vasti territori asiatici dell'impero; mentre la Macedonia e la Grecia (ad eccezione della Lega etolica) toccarono alla dinastia antigonide.